# Fútbol ilustrado
Fútbol ilustrado o Futbol ilustrado by Miguelito es una serie de televisión animada colombiana de carácter historiador que se transmite en el Canal 13 desde 2014, la serie trata de un niño que narra la historia del balompié mundial.

## Argumento
Se cuenta con el estilo único y atractivo de Miguelito historias clásicas que han marcado el mundo del balompié y que a lo largo del tiempo se han convertido en leyendas urbanas. El niño también narra cómo es la dinámica de este deporte, las hazañas de grandes leyendas, los árbitros y sus grandes desaciertos, los jugadores que trascendieron por su pierna fuerte y la nueva generación de ídolos que
estarán presentes en la cita mundialista en Brasil.

## Personajes
- Miguelito: Gran apasionado por Messi, el F. C. Barcelona, el Atlético Nacional y admirador de la belleza femenina, con su peculiar forma de hablar y el humor que lo caracteriza, es el anfitrión perfecto para hacer que el fútbol y su historia mundialista sea más atractiva y fácil de entender para cualquier tipo de espectador, desde el gran aficionado y conocedor del fútbol, hasta el niño que empieza a vivir su primer mundial.
- Jugadores: Todos los jugadores leyendas y novatos aparecen en la serie, representados en caricaturas, se inicia con la historia de cada uno de ellos desde sus inicios en el fútbol hasta el profesionalismo y luego son entrevistados por Miguelito en su set.
- Técnicos: Aparecen en la serie pocas veces y son representados como los calvetes malgeniados del fútbol.
- Árbitros: Así como a los jugadores se le muestra su historia a los árbitros también se les dio una lugar en la serie, ellos que no tienen fanaticada pero son determinantes en un partido de fútbol.